# Opius disparens
Opius disparens är en stekelart som beskrevs av Fischer 1999. Opius disparens ingår i släktet Opius och familjen bracksteklar. Inga underarter finns listade i Catalogue of Life.